# 丰塔内莱别墅

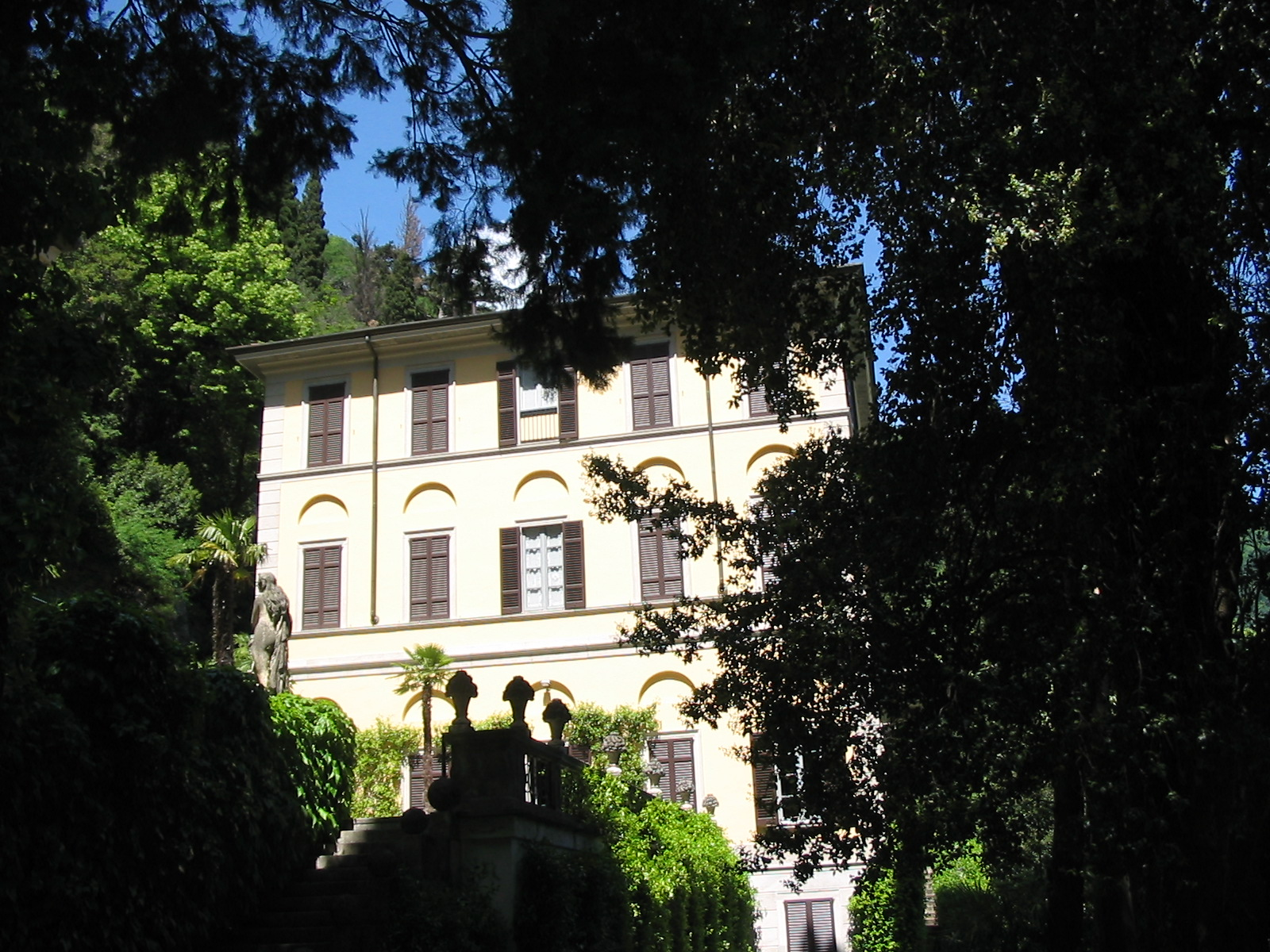
丰塔内莱别墅

丰塔内莱别墅（Villa Fontanelle）是意大利伦巴第大区科莫省的一座别墅，靠近莫尔特拉肖，位于科莫湖畔，距离米兰50公里。这座四层的黄色建筑建于十九世纪上半叶，主人查尔斯·柯里勋爵（Lord Charles Currie）是一位古怪的英国人，他爱上了科莫湖。由于找不到出售的别墅，他决定在水边建造自己的别墅。它后来由安东尼奥·贝萨纳所拥有，他是作曲家朱塞佩·威尔第的朋友。，
1977年，意大利设计师詹尼·范思哲买下这座废弃的别墅，着手恢复它以前的新古典主义荣耀。这项工程于1980年12月完工，包括美化1.2公顷的装饰花园，其中包括三间小屋、网球场、约800米的临水岸线，和一个私人码头。
范思哲亲自挑选了数百幅油画，并在室内外展示了其他艺术品，他创建了一座小型宫殿，作为他个人的圣地。英国艺术史学家兼景观园艺师罗伊·斯特朗（Roy Strong）为范思哲创建了别墅花园。斯特朗还曾在范思哲位于美国迈阿密海滩的住宅木麻黄之家工作。
范思哲去世前，诸如艾尔顿·约翰、威尔斯王妃戴安娜、史汀和麦当娜等名人都是这里的常客。然而，自1997年范思哲去世以来， 只有美国歌手珍妮弗·洛佩兹和她的丈夫克里斯·贾德（Cris Judd）去过那里，他们于2001年在那里度过了蜜月。
该产业现由俄罗斯百万富翁餐厅老板阿卡迪·诺维科夫（Новиков, Аркадий Анатольевич）所有。他于2008年初以3300万欧元买下了该地产，并聘请了米兰建筑师克劳迪奥·波扎（Claudio Pozza）负责修复工程。

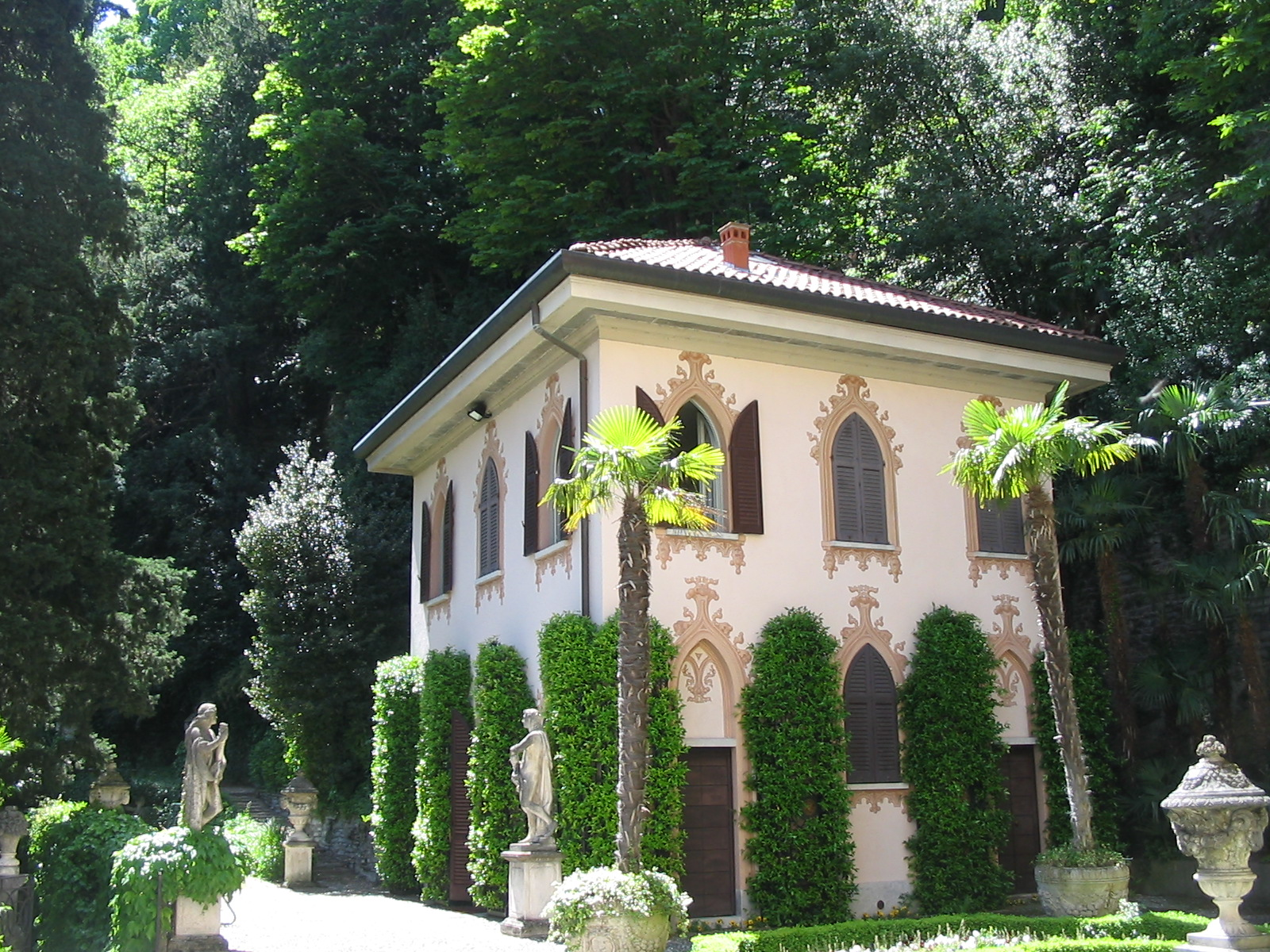
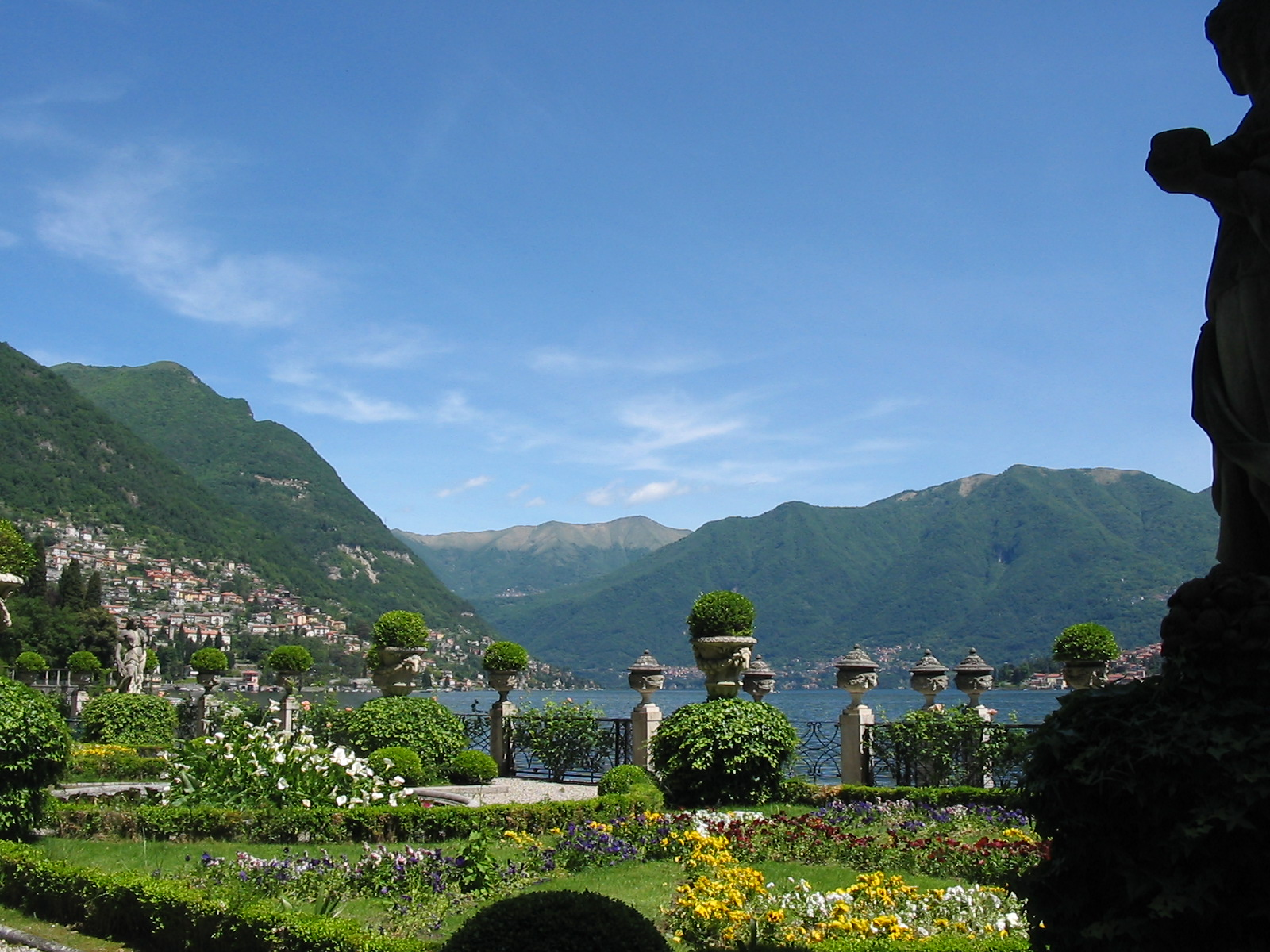
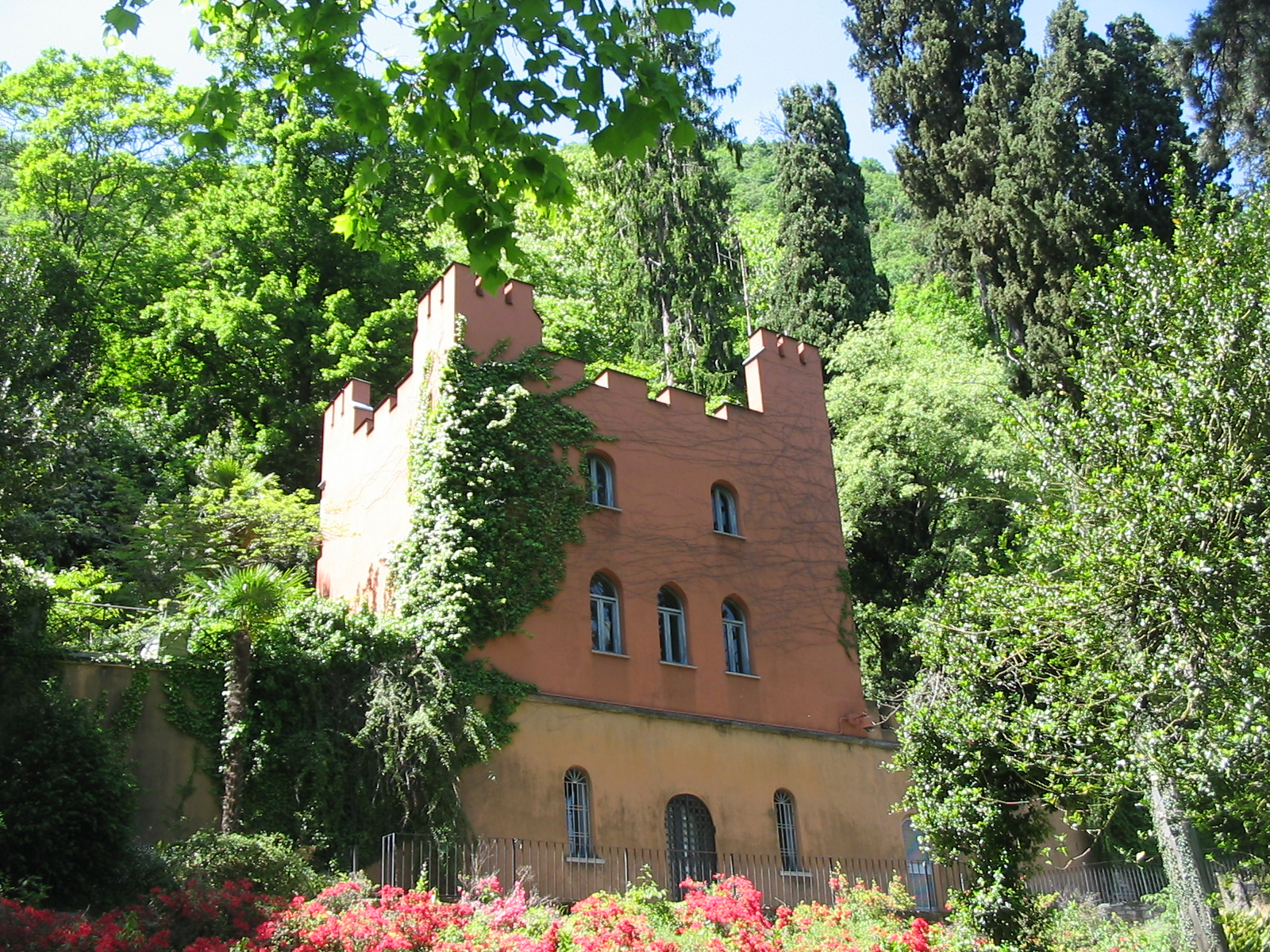